# ATR 72
L'ATR 72 è un aereo di linea regionale prodotto dal consorzio italo-francese ATR, sviluppato dal più piccolo ATR 42. È in grado di trasportare fino a 72 passeggeri e 4 membri dell'equipaggio.
Il 2 ottobre 2007, l'ATR ha annunciato la versione -600 dei suoi turboelica, tra le novità: nuova avionica (cockpit migliorato equipaggiato con strumentazione aggiornata), nuovi motori (PW127M), ulteriore aumento di peso e nuova cabina.
È entrato in servizio nel 2013.
Anche se nato come velivolo civile, è stata successivamente sviluppata la versione militare: la ASW per il pattugliamento marittimo e la lotta antisommergibili.

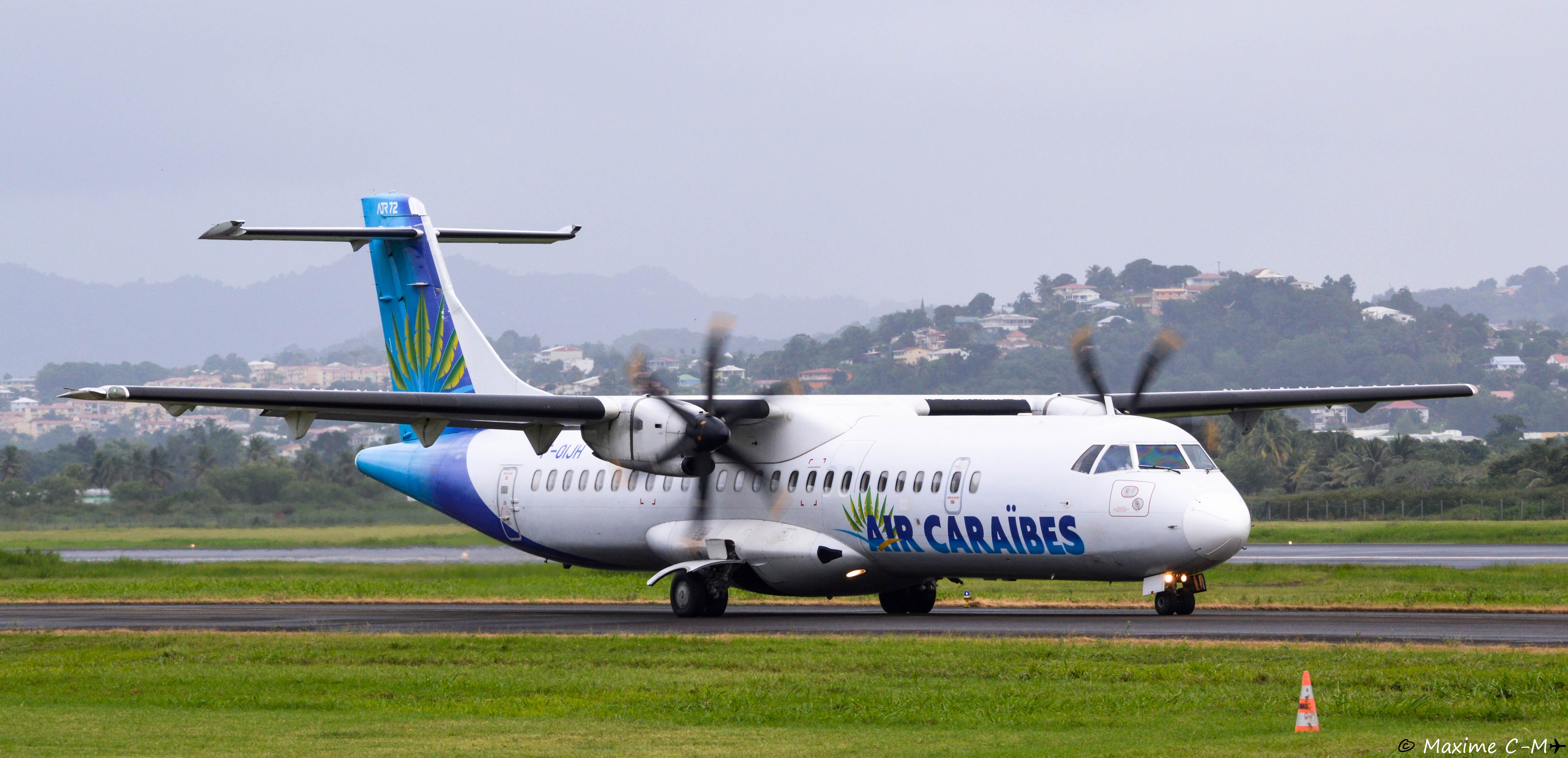

## Versioni
Versioni passeggeri
- ATR 72-101: (25-09-1989)
- ATR 72-201: (25-09-1989, commercializzata come ATR 72-200)
- ATR 72-102: (14-12-1989)un ATR 72 di Air Serbia in decollo da Belgrado

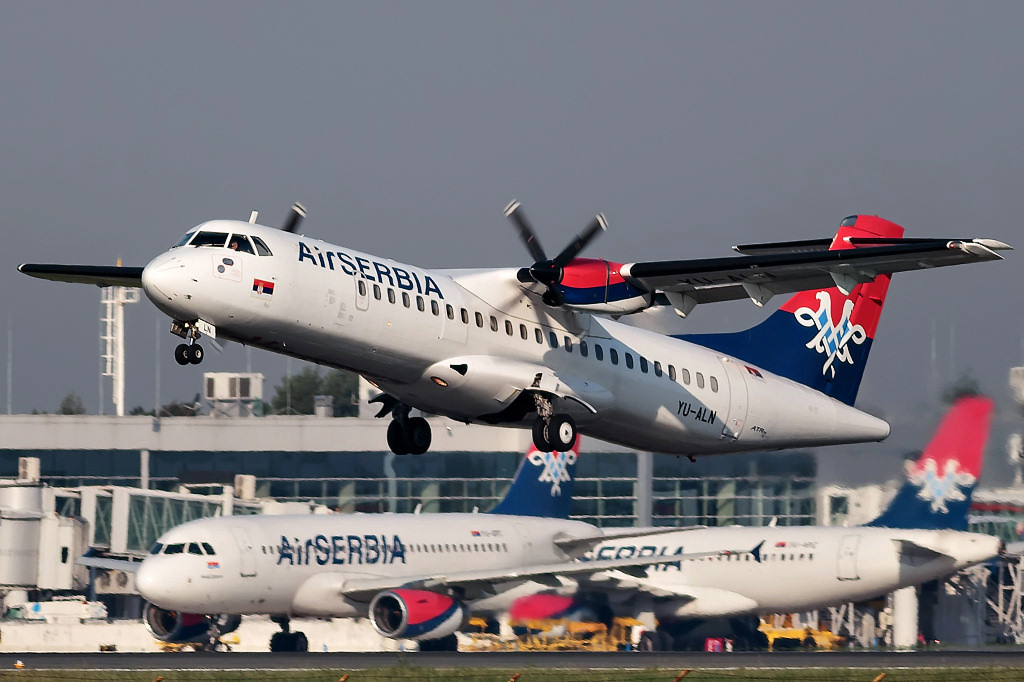
un ATR 72 di Air Serbia in decollo da Belgrado

- ATR 72-202: (14-12-1989, commercializzata come ATR 72-200)
- ATR 72-211: (15-12-1992, commercializzata come ATR 72-210)
- ATR 72-212: (15-12-1992, commercializzata come ATR 72-210)
- ATR 72-212 A: (14-01-1997, commercializzata come ATR 72-500) 70 passeggeri.
- ATR 72-600: versione passeggeri presentata nel 2007; caratterizzata da una fusoliera allungata ed equipaggiata con i più potenti motori turboelica Pratt & Whitney Canada PW127M. 72 passeggeri.
- ATR 72-600F: versione tutto-merci, primo volo 16 settembre 2020.[2]

Nel maggio 2011 la versione ATR 72-600 è stata certificata dall'EASA. Il 30 novembre 2012 la versione ATR 72-600 ha ottenuto la certificazione del MAK riconosciuta nei paesi della CSI, compresa la Russia.
- ATR Cargo Variant: versione cargo.

Versioni militari derivate
- ATR 72MP versione da pattugliamento marittimo, ricerca e soccorso
- ATR 72 ASW (come l'ATR 42MP), con in più la capacità antisommergibile.
- ATR Corporate Version: versione business jet, militare/governativo per trasporto VIP

## Utilizzatori

### Civili

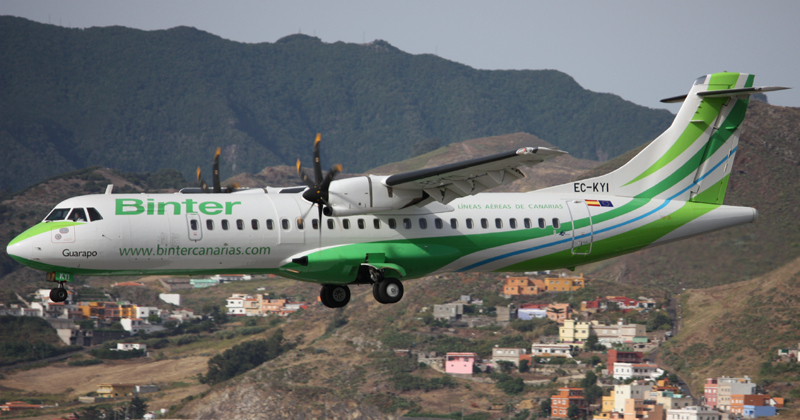
Un ATR 72-500 nella livrea della spagnola Binter Canarias.

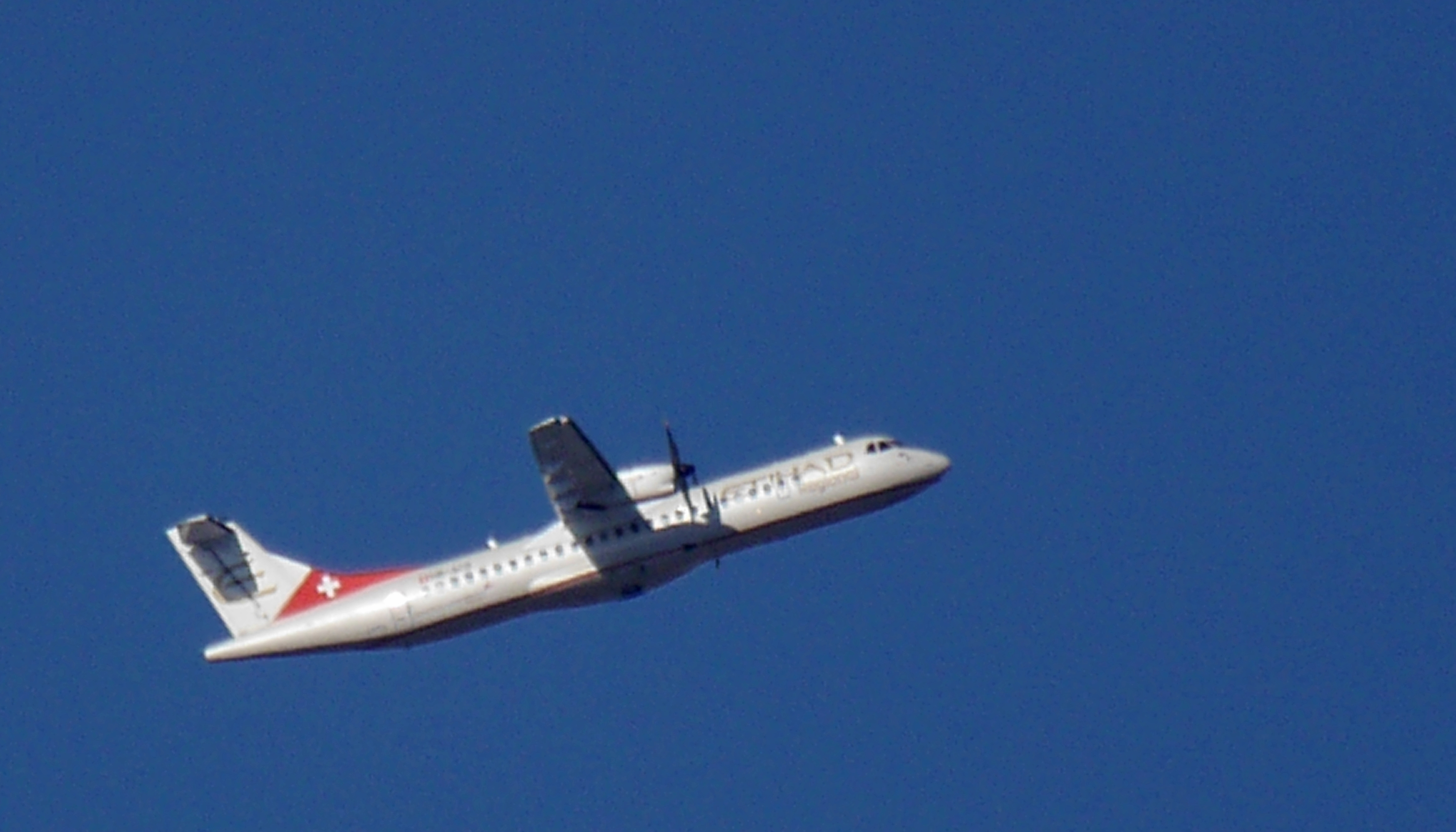
Etihad Regional ATR 72-500

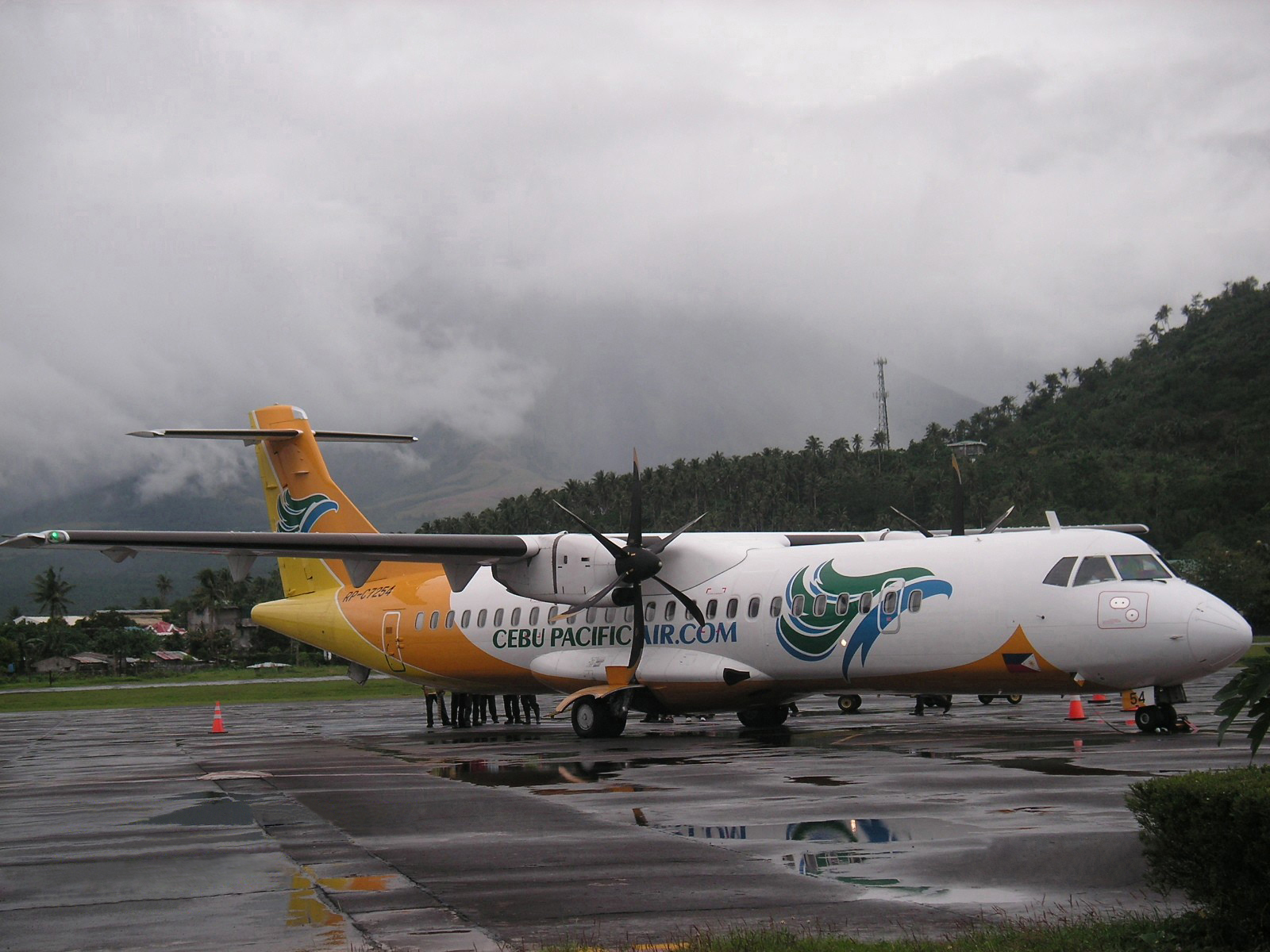
Un ATR 72-500 della Cebu Pacific nelle Filippine

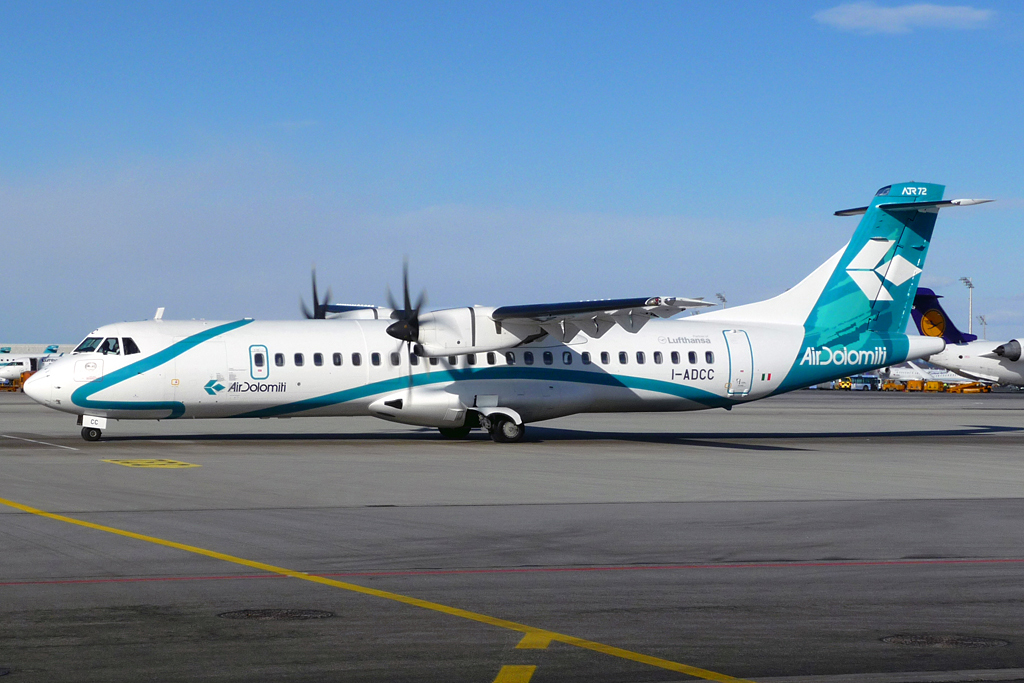
Un ATR 72 di Air Dolomiti a Monaco.

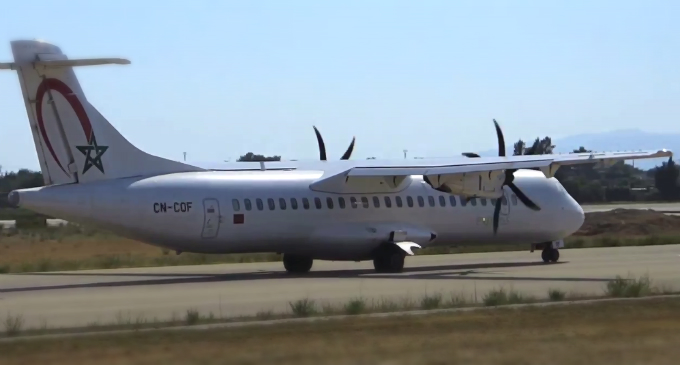
Un ATR 72-600 di Royal Air Maroc Express.

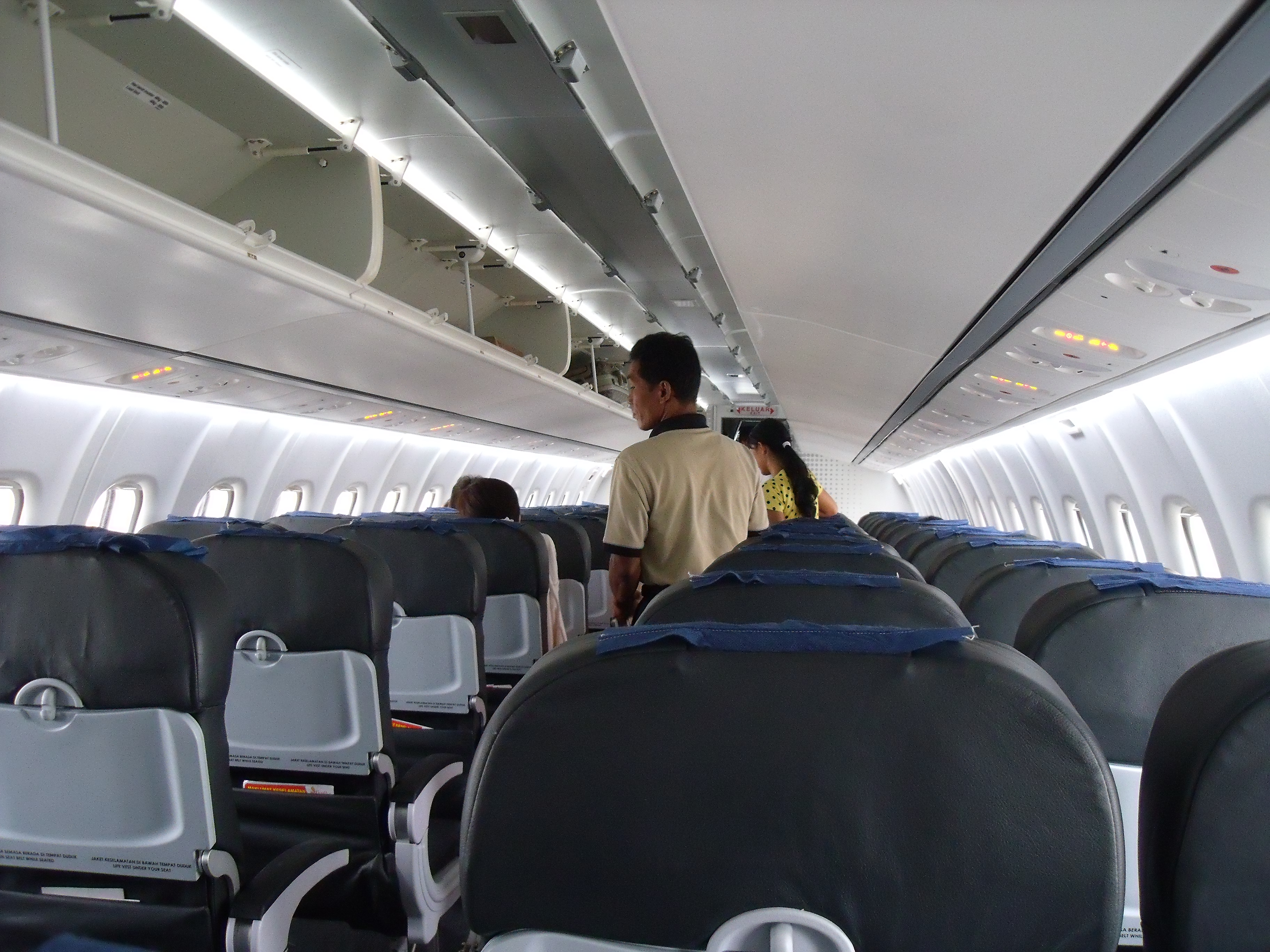
L'interno di un ATR 72-500

Albania
- Belle Air

1x ATR 72-500
 Algeria
- Air Algérie

12x ATR 72-500
 Austria
- InterSky

2x ATR 72-600
 Capo Verde
- Binter Cabo Verde

3x ATR 72-500

 Rep. Ceca
- Czech Airlines

 Cina
- Mandarin Airlines

12 ATR72-600 consegnati, più 4 ordinati all'11 ottobre 2024.
 Filippine
- Cebu Pacific

8x ATR 72-500 + 2 ATR 72-600 in leasing.

 Danimarca
- DAT 3x ATR 72-200

1x ATR 72-210
2x ATR 72-500
2x ATR 72-600

 Francia
- HOP!

10x ATR 72-500
- Air Corsica

5x ATR 72-600
- EWA Air

1x ATR 72-600
- Air Austral

3x ATR 72-500
 Gabon
- Afrijet

5x ATR 72-600 + 1 ATR 72-600 ordinato
 India
- Jet Airways

19x ATR 72-500 + 1 ATR 72-500 ordinato
- Kingfisher Airlines

17x ATR 72-500 + 38 ATR 72-500 ordinati
- Fly91

2× ATR 72-600 in leasing.
 Irlanda
- ASL Airlines Ireland

14x ATR 72-201/-202/-212(F) (impiegati per il trasporto della statunitense FedEx Express in Europa)
 Israele
- AirHaifa

2x ATR 72-600 ordinati, il primo consegnato a luglio 2024.
 Malaysia
- Firefly

12x ATR 72-500
2x ATR 72-600
- MASwings

10x ATR 72-500 + 9 ATR 72-600 (primo esemplare consegnato il 25 luglio 2013)
 Maldive
2x ATR 72-600.
 Marocco
- Royal Air Maroc Express[8]

5x ATR 72-600 + 2 ATR 42-600 ordinati
 Mauritius
- Air Mauritius

3x  ATR 72-500
 Nigeria
- Green Africa

3x ATR 72
 Polinesia francese
- Air Tahiti

2× ATR 72-600.
 Porto Rico
- Executive Airlines

39x ATR 72-212/-50
 Romania
- Carpatair

2x ATR 72-500 (di cui uno seriamente danneggiato in un fuoripista all'Aeroporto di Roma Fiumicino il 2 febbraio 2013)
 Russia
- UTair

17x ATR 72-201/-500
 Singapore
- Avation

16x ATR72-600 + 12x ATR72-600
 Spagna
- Binter Canarias

19x ATR 72-202/-500
- Swiftair

14x ATR 72-201/-202/-202(F)/-212/-500/-211(F)
- Canaryfly

5x ATR 72-500
 Svizzera
- Farnair Switzerland

11x ATR 72-201/-202(F)
 Stati Uniti
- Silver Airways

4x ATR 72-600
 Taiwan
- Mandarin Airlines

5x ATR 72-600
- UNI Air

14x ATR 72-600 in servizio più ulteriori 19 ATR 72-600 (più 3 in opzione) ordinati il 10 giugno 2025.
 Thailandia
- Bangkok airlines

8x ATR72-500
- Pattaya Airways

1x ATR72-500
 Uzbekistan
- Silk Avia

3 ATR 72 in servizio + 5 ATR 72-600 ordinati.
 Vietnam
- Vietnam Airlines

15x ATR 72-500 + 1 ATR 72-500 ordinato

### Militari
Algeria

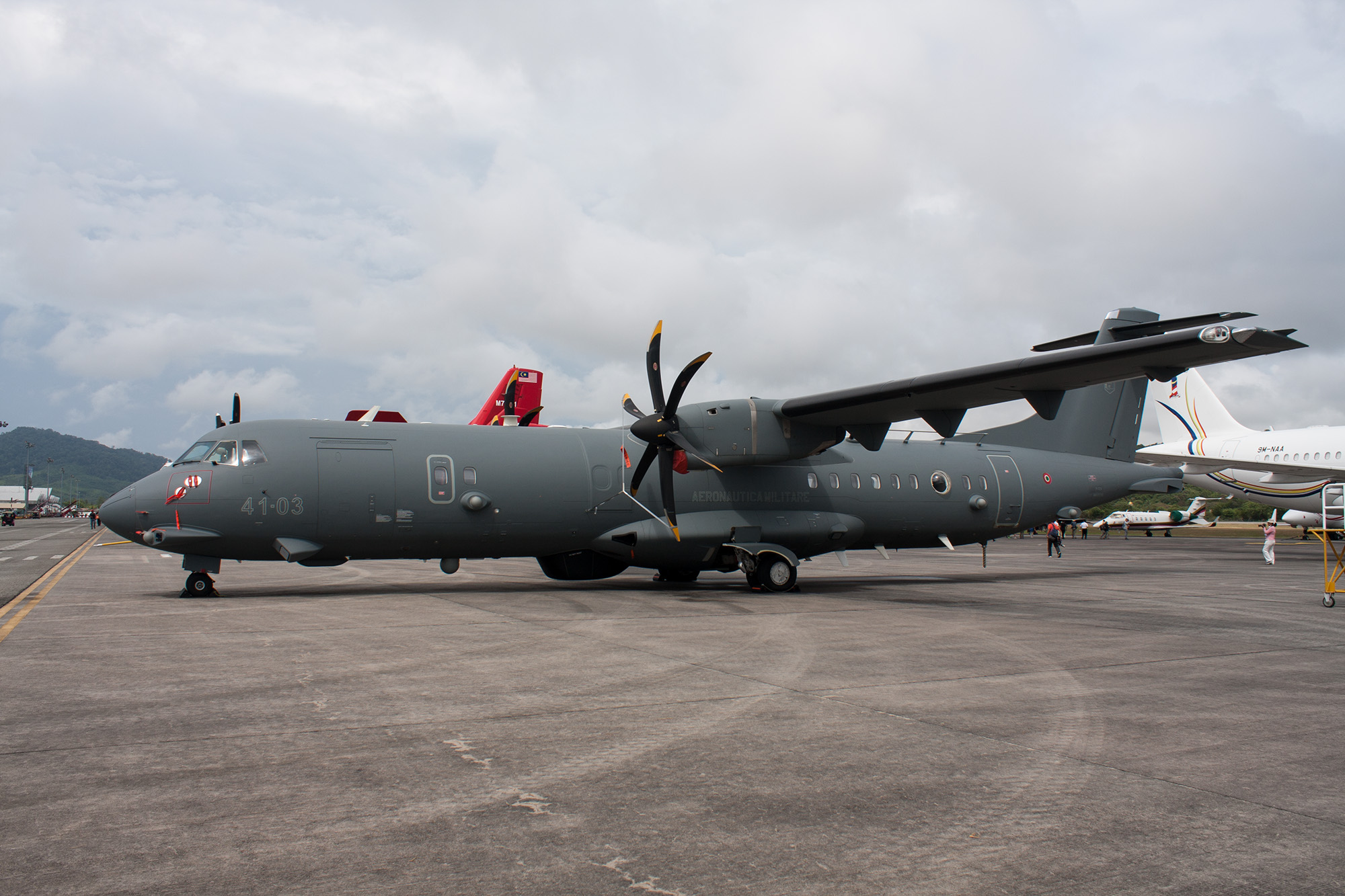
Un ATR P-72A del 41º Stormo dell'A.M.

- Al-Quwwat al-Jawwiyya al-Jaza'iriyya

1x ATR-72-600 per trasporto VIP consegnati ed in servizio al settembre 2018.
 Italia
- Aeronautica Militare

vedi ATR 72MP
- Guardia di Finanza

1 P-72B per il trasporto del personale ordinato nel 2018.
vedi anche ATR 72MP
 Malaysia
- Tentera Udara Diraja Malaysia

2 ATR 72MP scelti dal governo malese nell’ambito del programma Maritime Patrol Aircraft (MPA).
 Pakistan
- Pak Bahr'ya

1 ATR 72 con compiti cargo e lancio paracadutisti introdotto a gennaio 2020.
vedi anche ATR 72MP
 Thailandia
- Kongthap Akat Thai

4x ATR 72 VIP (impiegati per il trasporto della famiglia reale tailandese e di funzionari governativi e militari; tutti operativi)
 Turchia
- Türk Deniz Kuvvetleri

2x ATR 72 TMUA (Turkish Maritime Utility Aircraft, versione da trasporto utility), dotati di radio, IFF e area con tavoli tattici. Consegnati tra il 23 luglio e l'agosto 2013, gli aerei sono entrambi in servizio al maggio 2019. Un ulteriore ATR 72T-600TMUA è stato consegnato il 1 marzo 2021.
vedi anche ATR 72MP

## Incidenti
- 31 ottobre 1994: il volo American Eagle 4184 si schiantò vicino all'aeroporto di Chicago O'Hare per la formazione di ghiaccio sulle ali che causò la perdita dei comandi di volo (la barra di comando si inclinò tutta a destra) e la conseguente picchiata in spirale del velivolo.
- 6 agosto 2005: il volo Tuninter 1153 tra Bari e Djerba fu costretto ad un ammarraggio a 12 miglia da Palermo. Delle 39 persone a bordo 16 morirono nell'incidente.
- 4 febbraio 2015: il Volo TransAsia Airways 235 si schiantò poco dopo il decollo da Taipei.
- 15 gennaio 2023: il volo Yeti Airlines 691 si schiantò al suolo in fase di atterraggio a Pokhara, in Nepal. Tutti i 68 passeggeri e i 4 membri dell'equipaggio morirono nello schianto.
- 9 agosto 2024: il volo LATAM Brasil 2283, della compagnia Voepass ma operato da LATAM Airlines Brasil, effettuato tramite un ATR-72-500 si schianta nella località di Vinhedo, nello Stato brasiliano di San Paolo, uccidendo tutti i 58 passeggeri e i 4 membri dell'equipaggio.

### Periodici
- Primo ATR 72 per la Marina Turca, in JP4 mensile di Aeronautica e Spazio, n. 476, Firenze, EdiService srl, settembre 2013,  p. 16.
- Primo ATR 72 per MASwings, in JP4 mensile di Aeronautica e Spazio, n. 476, Firenze, EdiService srl, settembre 2013,  p. 22.